# Villanueva (Malpica de Bergantiños)
Villanueva, San-Tiso de Villanueva o San Tirso de Vilanova (llamada oficialmente Santiso de Vilanova de Santiso) es una parroquia del municipio de Malpica de Bergantiños, en la provincia de La Coruña, Galicia, España.

## Entidades de población
Entidades de población que forman parte de la parroquia:
- Beo
- Camarada
- Casas do Monte (As Casas do Monte)
- Pontella (A Pontella)
- Río de Va (O Río de Va)
- Santiso
- Vigo

## Demografía
| Gráfica de evolución demográfica de Villanova entre 2000 y 2018 |
|                                                                 |
| Población de derecho según el padrón municipal del INE          |